# Hans Karlsson
Hans Karlsson este un om politic suedez, membru al Parlamentului European în perioada 1999-2004 din partea Suediei. 
1. ↑  Deputații în Parlamentul European